# Lakhatatlan Föld – Élet a felmelegedés után
A  Lakhatatlan Föld – Élet a felmelegedés után (eredeti angol cím: The Uninhabitable Earth: Life After Warming) David Wallace-Wells könyve, 2019-ben jelent meg a Tim Duggan Books kiadónál New Yorkban.

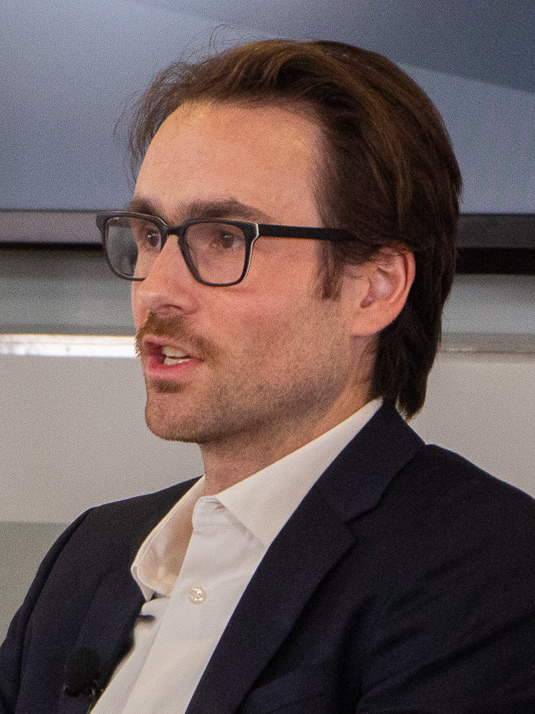
David Wallace-Wells

## A könyv előzménye
David Wallace-Wells amerikai újságíró 2017-ben jelentetett meg egy cikket a  New York Magazine-ban, mely nagy sikert aratott. A folyóirat történetében ezt a cikket olvasta el a legnagyobb számú olvasó. A cikk címe magyarul: A klímaváltozás miatt mikor lesz a Föld túl meleg az ember számára?
A cikk első két bekezdése tükrözi a szerző üzenetét: „Egy biztos: a helyzet sokkal rosszabb annál, mintsem gondolnánk. Ha a globális felmelegedéssel kapcsolatos aggodalmainkat a tengerszint emelkedésétől való félelmünk uralja, akkor csak a felszínét látjuk annak, hogy milyen borzalmak lehetségesek, még a jelenleg tizenévesek életében is. De a globális felmelegedésről alkotott képünket annyira uralják a megemelkedő tengerek, a tengervíz alá kerülő városok, hogy más, sokkal közelebbi veszélyeket nem érzékelünk. Az óceánok vízszintjének emelkedése rossz, sőt, nagyon rossz, de a tengerpartról való elmenekülés nem lesz elég. Valójában, ha az emberek milliárdjainak életmódjában nem következik be jelentős változás, a Föld egyes részei valószínűleg már az évszázad végére szinte lakhatatlanná, más részei pedig rettenetesen barátságtalanná válnak.“

## A mű tartalma röviden
A szerző ebben a műben összefoglalja a szakirodalom megállapításait a várható hatások szempontjából: „Azt mutatja be, hogyan hat a felmelegedés az életünkre ezen a bolygón.” A szerző óriási mennyiségű kutatási anyag feldolgozása alapján mutatja be a kibontakozó klímakatasztrófát.

## Első rész: Lavinák
A szerző megállapítja: „Rosszabb, sokkal rosszabb, mint gondolnánk. Az, hogy a klímaváltozás lassan megy végbe, egy tündérmese; talán éppoly kártékony, mint az a másik, mely szerint nem is létezik.”
David Wallace-Wells az alábbi sokkoló tényekre mutat rá. (A releváns irodalom az első fejezet 30-34. lábjegyzetében található meg. A szerző állításai, mint mindig, visszakereshető, publikált kutatási eredmények.)
- Jelenleg százszor gyorsabban engedjük a légkörbe a szén-dioxidot, mint bármikor az emberi történelem során az iparosodás kezdete előtt.
- Noha a 2016-os párizsi éghajlatvédelmi egyezmény célként tűzte ki, hogy a globális felmelegedés ne haladja meg a két fokot, egyetlen iparosodott ország sem jár közelében sem annak, hogy teljesítse a Párizsban tett vállalásait.
- Kétfokos (jelenleg ez a legjobb eshetőség) melegedésnél megindul a jégsapkák összeomlása, 400 millióan fognak vízhiánytól szenvedni, az Egyenlítő környéki nagyvárosok lakhatatlanná válnak, és még az északabbra lévő szélességeken is ezrekkel végeznek majd a hőhullámok.
- Három fokos melegedésnél Dél-Európában permanenssé válik az aszály, Közép-Amerikában átlagosan tizenkilenc, a karibi térségben huszonegy hónappal tartanak tovább az aszályos időszakok. Észak-Afrikában ugyanez a szám hatvan hónap lesz  – öt év.
- Négy fokos melegedés esetében szinte minden évben globális élelmiszerválság várható. A folyók áradása által okozott károk Bangladesben a harmincszorosukra, Indiában a hússzorosukra, az Egyesült Királyságban akár hatvanszorosukra is emelkedhetnek. Egyes területeken hat, a klímára visszavezethető természeti katasztrófa is lecsaphat egy időben, az összes kár pedig globálisan a 600 billió dollárt is meghaladhatja  ̶   ez csaknem kétszerese a ma világon lévő összes vagyonnak. A konfliktusok és háborúk száma akár meg is kétszereződhet.
- A fosszilis tüzelőanyagok égetésével a légkörbe került szén-dioxid több mint felét az elmúlt három évtizedben bocsátottuk ki.[6]

## Második rész: A káosz alkotóelemei

### Hőhalál
- „2016-ban aláírták a párizsi egyezményt[7] – amely két fokban határozta meg a maximálisan megengedhető felmelegedést, és egybehívta a világ nemzeteit ennek elérése érdekében. (…) Egyetlen nagyobb nemzet sem akadt, amelyik arrafelé tartott volna, hogy teljesítse, amit a párizsi egyezményben vállalt.”[8]
- „Valószínűtlen, hogy a melegedés 2100-ig eléri az öt-hat fokot. Az IPCC, az Éghajlatváltozási Kormányközi Testület mintegy négyfokos felmelegedést jósol addigra, amennyiben a széngázkibocsátás üteme megmarad a jelenlegi szinten. Az amerikai nyugaton tizenhatszor akkora területet perzselnének fel az erő- és bozóttüzek, mint ma, és a városok százait öntené el a víz.”[9]
- „1980 óta világszerte ötvenszeresére nőtt a veszélyes hőhullámok száma, és további növekedés várható.”[10]

### Éhezés
- „Az elmúlt évtizedekben elért haladás ellenére sem éhezés nélküli világban élünk. Messze nem: a legtöbb becslés világszerte 800 millióra teszi az alultáplált emberek számát, akik közül mintegy 100 millióan a klímacsapások miatt éheznek.”[11]
- „Az éghajlatok és növények nem egyformák, de az alapélelmiszerként termesztett gabonákra alapvetően vonatkoztatható az a szabály, hogy minden egyes fok felmelegedés 10 százalékkal csökkenti a terméshozamot.”[12]
- „Ha a bolygó öt fokot melegszik a század végére, amikor az előrejelzések szerint ötven százalékkal több embert kell majd táplálni, ugyanakkor ötven százalékkal kevesebb gabona is áll majd rendelkezésre ehhez.”[12]
- „A széngázkibocsátás mintegy harmadáért már most is az élelmiszeripar felel. A Greenpeace úgy becsüli, hogy a veszélyes klímaváltozás elkerülése érdekében a világnak 2050-ig a felére kellene csökkentenie a hús és tejfogyasztását; minden, amit arról tudunk, hogy mi történik egy országban, amelyik meggazdagszik, arra utal, hogy ez szinte lehetetlen lesz.”[13]

### Tengerszint emelkedése
- „Ha vissza is fogjuk a széngázkibocsátást, a század végéig, akkor is legalább másfél, de akár két és félméteres tengerszint-emelkedéssel számolhatunk. De még egy radikális mértékű csökkentés esetén is elképzelhető 2100-ig kétméteres emelkedés.”[14]
- „Az, hogy sokan úgy érzik, már megszokták a drámaian megemelkedett óceánok nem is olyan távolinak tűnő gondolatát, éppolyan elkeserítő, mintha az elkerülhetetlen atomháború gondolatába nyugodtuk volna bele.”[14]
- „Még nem beszéltünk a szárazföld belsejében történő áradásokról, amikor a folyók öntenek ki a rendkívüli mértékű esőzés vagy a tengerekről érkező vihardagály miatt. 1995 és 2017 között ezek az áradások világszerte 2,3 milliárd embert érintettek, és 157 ezer áldozatot szedtek.”[15]

### Tűzvészek
- „Mi vár ránk? Még több tűzvész, amelyek még nagyobb területeket perzselnek fel. Az elmúlt ötven év során az Egyesült Államok nyugati részén már így is két hónaposra tolódott ki a tűzszezon; a tíz legtöbb feljegyzett tüzet hozó évből kilenc 2000 óta volt. Globálisan csupán 1979 óta mintegy 20 százalékkal lett hosszabb a tűzszezon, és az amerikai tüzek kétszer akkora területet égetnek fel, mint csak nemrég, 1970-ben. 2050-re ez a terület megduplázódik, sőt az Államok egyes részein ötszörösére nőhet.”[16]
- „Világszerte minden évben 260-600 ezer ember hal meg az erdőtüzek füstjétől, és még az USA keleti partján is voltak olyanok, akik kimutathatóan a kanadai tüzek füstje miatt kerültek kórházba.”[17]

### A természeti katasztrófákból „időjárás” lett
- „Az emberek régen azért nézték az időjárást, hogy megjósolják a jövőt; hamarosan a múlt bosszúját fogjuk látni a haragjában. Egy négy fokkal melegebb Föld ökoszisztémájában úgy fognak nyüzsögni a természeti katasztrófák, hogy azokat hívjuk majd ’időjárásnak’.”[18]

### Ivóvízhiány
- „A következő három évtizedben a világ élelmiszerrendszereinek vízszükséglete 50, a városoké és az iparé 50-70, az energiaellátásé pedig 85 százalékkal megnő majd. Márpedig a megaaszályokkal beköszöntő klímaváltozás azzal fenyeget, hogy a készletek csökkenni fognak.”[19]
- „Becslések szerint legalább négy milliárd ember él olyan helyen, ahol évente legalább egy hónapig vízhiányra lehet számítani – ez a világ népességének mintegy kétharmada.”[20]

### Haldokló óceánok
- „Az elmúlt ötven évben világszerte megduplázódott az oxigént nem tartalmazó óceánvíz mennyisége, és már több mint négyszáz holt övezetről tudunk; az oxigénmentes zónák összterülete több millió négyzetkilométerrel, nagyjából egy európányival növekedett, és tengerpart városok százai állnak bűzlő, oxigénszegény víz mellett.”[21]

### Lélegezhetetlen levegő
- „A fejlődő világban a városok 98 százalékának levegője   a WHO által meghatározott biztonsági küszöbön felül szennyezett.”[22]
- „Különösen riasztó egy egészen új – vagy legalábbis újonnan felfedezett szennyezési forma, a mikróműanyag.”[23]

### Betegségek
- „Olyan betegségek várakoznak a sarki jégbe fagyva, amelyek évmilliók óta nem keringtek a levegőben – némelyikük olyan régen nem, hogy az ember még nem is találkozhatott vele. Ez azt jelenti, hogy ha ezek a történelem előtti kórok kiszabadulnak a jég fogságából az immunrendszerünknek fogalma sem lesz, hogy mit kezdjen velük.”[24]
- „Az epidemiológusokat azonban az ősi betegségeknél sokkal jobban aggasztja az, hogy a ma létező kórokozók terjednek el új területeken, esetleg alakulnak át a felmelegedés miatt.”[25]

### Összeomló gazdaság
- „A már most aránylag meleg országokban minden Celsius-fok felemelegedés átlagosan egy százalékponttal csökkenti a gazdasági növekedést.”[26][27]

### Klímakonfliktusok
- „Az elmúlt évtizedben a kutatóknak számszerűsíteni is sikerült néhány nem kézenfekvő összefüggést a klímaváltozás és az erőszak között: minden fél fok melegedéssel, állítják, fél fokkal nő a fegyveres konfliktusok esélye.”[28]

### ”Rendszerek”
- „A szenvedés világában az önmagát kutató elme rendszerezni vágyik, és a most kialakulóban lévő klímatudomány egyik legérdekesebb területe annak vizsgálata, hogy milyen nyomot hagy a pszichénkben a globális felmelegedés.”[29]

## Harmadik rész: Klímakaleidoszkóp
A harmadik rész az éghajlatváltozás kulturális, társadalmi, gazdasági vetületeit elemzi.

### Történetek
„A filmvásznon és a képernyőn mindenütt ott a klímapusztulás, nincs hová fókuszálni, mintha úgy próbálnánk megszabadulni a klímaváltozás miatti szorongásunktól, hogy eljátsszuk az általunk tervezett és irányított változatát – talán abban a reményben, hogy a világvége megmarad fantáziának”
Az emberek szeretik, amikor a könyvek, filmek és más szórakoztatóipari formák az apokalipszissel foglalkoznak, de ezek a történetek gyakran azt az elképzelést erősítik, hogy az emberiség kevés felkészüléssel vagy erőfeszítéssel túlélheti vagy leküzdheti az éghajlati válság kihívását, holott ez nincs így.

### Kríziskapitalizmus
A szerző szerint a kapitalizmus erői azzal reagálnak a válságra, hogy „több teret, hatalmat és autonómiát követelnek a tőkének”. A szerző Puerto Rico helyzetét írja le egy hatalmas hurrikán pusztítása után.

### A technológia egyháza
A könyv nem fogadja el azt a nézetet, mely szerint „a klímaváltozás már meg is oldódott, abban az értelemben, hogy megoldás mindenképp meg fog születni a technológia fejlődésének sebessége miatt.”
Köztudott, hogy az alacsony szén-dioxid-kibocsátású energiafajták mennyisége világszerte növekszik, de közel sem elég gyorsan. Márpedig az általunk elégetett fosszilis tüzelőanyagok teljes mennyisége számít, és ezekből minden évben egyre többet égetünk el.
David Wallace-Wells szerint a zöldenergia agyonajnározott forradalma sem segít, hiszen a piac nem úgy reagált ezekre a fejlesztésekre, hogy „kivonta a forgalomból a ’piszkos’ energiaforrásokat, és tisztákkal helyettesítette őket. (...) Nyolcvan százalékkal több szenet égetünk el ma, mint 2000-ben.”

### A fogyasztás politikája
David Wallace-Wells megállapítja, hogy a környezettudatos fogyasztás önmagában nem elégséges válasz a klímaválságra, nem váltja ki a politikai döntéseket, hiszen „politikai meggyőződésünktől és fogyasztási szokásainktól szinte teljesen függetlenül, minél gazdagabbak vagyunk, annál nagyobb a karbonlábnyomunk.”

### A haladás utáni történelem
A szerző kifejti, hogy a klímaválság következtében megrendült a haladásba vetett hit: „Ha azonban a felmelegedés eléri a három, négy, öt fokot, a világot olyan méretű szenvedés fogja megrázni (…), hogy annak lakói nehezen tudják majd a közelmúltat haladásként (…) értelmezni.”

### Etika a világ végén
„A civilizáció összeomlásáról vagy a világvégéről szóló jóslatokat évtizedek, ha nem évszázadok óta gyakorlatilag az elmebaj bizonyítékának tartjuk. Ennek ellenére, fejti ki a szerző,  a klímaválság nyomán  világvége jóslatok terjednek. Ebben a részben ezeket a jóslatokat elemzi a szerző.

## Negyedik rész: Az antropikus elv
Az antropikus elv azt állítja, hogy a megfigyelhető világegyetem csak azért megfigyelhető, mert rendelkezik mindazokkal a tulajdonságokkal, amelyek lehetővé teszik a megfigyelő számára az életet. A szerző szerint az emberiség tudatos döntésétől függ, hogy sikerül-e elkerülni a teljes pusztulásához vezető klímakatasztrófát.

## Magyar kiadás
- Lakhatatlan föld. Élet a felmelegedés után; ford. Torma Péter; Animus, Bp., 2020